# Chaetosphaeriales
Chaetosphaeriales é uma ordem de fungos da classe Sordariomycetes.